# グリーンカラニ海斗
グリーン　カラニ海斗（グリーン　からにかいと、2002年1月29日 - ）は、東京都出身の日本の柔道家。階級は100kg級。身長180cm。組み手は左組み。血液型はAB型。得意技は内股。

## 経歴
柔道は10歳の時に講道館の春日柔道クラブで始めた。文京第一中学から日体大荏原高校へ進むと、2年の時に全国高校選手権個人戦無差別で2位、団体戦で3位となった。3年の時には全日本カデ90㎏超級で2位になった。金鷲旗では3位、インターハイでは5位だったが、国体少年男子の部で優勝した。2020年に日体大へ進学すると、2年の時に優勝大会と全日本ジュニアで3位になった。3年の時には全日本強化選手選考会、優勝大会、体重別団体でそれぞれ3位だった。世界ジュニアでは2回戦で敗れた。講道館杯では決勝で天理大学4年の植岡虎太郎に技ありで敗れて2位だった。グランドスラム・東京では準決勝で旭化成の飯田健太郎に内股で敗れるも3位になった。グランドスラム・タシケントでは初戦でウクライナの選手に敗れた。4年の時には体重別の決勝でオリンピックチャンピオンであるパーク24のウルフ・アロンに技ありで敗れて2位だった。ワールドユニバーシティゲームズでは決勝でドイツの選手に反則負けを喫して2位だった。講道館杯では3位だった。グランプリ・オディベーラスでは準決勝で中立選手として出場したロシアのマトベイ・カニコフスキーに技ありで敗れると、その後の3位決定戦でもモンゴルのバトフヤグ・ゴンチグスレンに小外掛で敗れて5位だった。2024年4月からはパーク24の所属となった。体重別では準決勝で東海大学2年の新井道大に技ありで敗れた。続く全日本選手権では準決勝まで勝ち上がるも、長府工産の原沢久喜に技ありと有効を取られた後に、再び技ありを取られて合技で完敗して3位だった。11月の講道館杯では決勝で国士舘大学1年の三木望夢を技ありで破ってシニアの全国大会初優勝を飾った。グランドスラム・東京では2回戦でイタリアのジェンナーロ・ピレッリに反則負けを喫した。2025年のグランドスラム・パリでは2回戦でUAEのジャファル・コストエに技ありで敗れた。体重別では初戦で敗れた。続くアジア選手権では準決勝でコストエフに裏投で敗れるなどして5位だった。その僅か2日後に全日本選手権に出場するも、初戦で香川県警の高木育純に0－3の判定で敗れた。
IJF世界ランキングは506ポイント獲得で67位(2025年6月9日現在)。

## 戦績
- 2019年 -　全国高校選手権　2位(無差別)
- 2019年 -　全日本カデ　2位(90㎏超級)
- 2019年 -　金鷲旗　3位
- 2019年 -　インターハイ　5位
- 2019年 -　国体　少年男子の部　優勝
- 2021年 -　優勝大会　3位
- 2021年 -　全日本ジュニア　3位
- 2022年 -　全日本強化選手選考会　3位
- 2022年 -　優勝大会　3位
- 2022年 -　オーストリアジュニア国際　優勝
- 2022年 -　体重別団体　3位
- 2022年 -　講道館杯　2位
- 2022年 -　グランドスラム・東京 3位
- 2023年 - 体重別 2位
- 2023年 -　ワールドユニバーシティゲームズ　2位
- 2023年 -　講道館杯　3位
- 2024年 -　グランプリ・オディベーラス　5位
- 2024年 - 体重別 3位
- 2024年 - 全日本選手権 3位
- 2024年 - 実業団体　2位
- 2024年 -　講道館杯　優勝
- 2025年 -　アジア選手権　5位
- 2025年 - 　実業団体　2位

(出典、JudoInside.com)